# Juegos del Pacífico Sur 1963
Los Juegos del Pacífico Sur 1963 fueron la primera edición del mayor evento multideportivo oceánico. Se celebraron entre el 29 de agosto y el 8 de septiembre en Suva, capital de Fiyi, y participaron 646 atletas de 13 países, de los cuales el único independiente era Samoa Occidental.
Basados principalmente en los Juegos del Imperio Británico y de la Mancomunidad, los primeros Juegos del Pacífico Sur afrontaron serias dificultades, aunque esto no impidió el correcto desarrollo de las competiciones de los 10 deportes como estaba estipulado.

## Participantes
13 estados de Oceanía formaron parte de los Juegos. Al ser la mayoría dependencias de otros países, varios participaron bajo la bandera de la nación que dependían, como fue el caso de Papúa Nueva Guinea, Niue, la Polinesia Francesa, entre otros. Las Nuevas Hébridas diseñó una bandera para ser utilizada específicamente en esta edición de los Juegos, mientras que Samoa Americana, Samoa Occidental y Tonga utilizaron sus respectivas banderas nacionales.
| - Fiyi - Islas Cook - Islas Gilbert y Ellice - Islas Salomón - Nauru - Niue - Nuevas Hébridas | - Nueva Caledonia - Papúa Nueva Guinea - Polinesia Francesa - Samoa Americana - Samoa Occidental - Tonga |

## Deportes
| - Atletismo - Baloncesto - Boxeo - Fútbol (Detalles) - Natación | - Netball - Rugby - Tenis - Tenis de mesa - Voleibol |

## Medallero
| Núm. | País                   | Oro | Plata | Bronce | Total |
| ---- | ---------------------- | --- | ----- | ------ | ----- |
| 1    | Fiyi                   | 34  | 23    | 27     | 84    |
| 2    | Papúa Nueva Guinea     | 9   | 12    | 11     | 32    |
| 3    | Nueva Caledonia        | 7   | 9     | 11     | 27    |
| 4    | Polinesia Francesa     | 4   | 2     | 4      | 10    |
| 5    | Tonga                  | 2   | 4     | 2      | 8     |
| 6    | Islas Cook             | 2   | 3     | 0      | 5     |
| 7    | Samoa Americana        | 1   | 2     | 4      | 7     |
| 8    | Samoa Occidental       | 0   | 1     | 2      | 3     |
| 9    | Islas Gilbert y Ellice | 0   | 1     | 1      | 2     |
| 10   | Nuevas Hébridas        | 0   | 1     | 0      | 1     |
| 11   | Islas Salomón          | 0   | 0     | 0      | 0     |
| 12   | Niue                   | 0   | 0     | 0      | 0     |
| 13   | Nauru                  | 0   | 0     | 0      | 0     |